# Волинська єпархія ПЦУ
Волинська єпархія є регіональним релігійним об'єднанням, яке входить до Православної Церкви України, як її адміністративно-територіальний підрозділ.
Станом на 31 грудня 2018 року у складі Волинської єпархії діяли: духовна консисторія (з 5 відділів); 227 парафій, об'єднаних у 14 деканатів; 6 монастирів; православна богословська академія; 229 священнослужителів і 2 братства.

## Історія

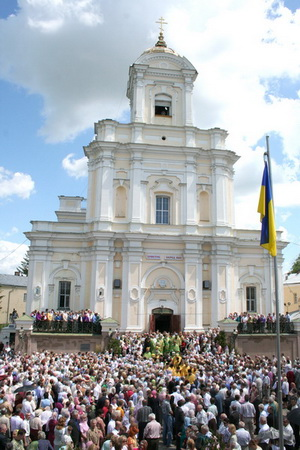
Свято-Троїцький кафедральний собор

Непізніше 1288 року існувала Луцька єпархія, яка відокремилася від Володимирської і пізніше (1495) називалась як Луцько-Острозькою. За припущенням вона була заснована молодшим братом Данила Романовича, волинським князем Васильком Романовичем. У 14ому столітті була частиною Галицької митрополії.
За часів правління галицько-волинській князів на Волині Православна Церква розвивалась і процвітала. У 1337 Волинь перейшла під управління литовських князів. Перший на Волині литовський православний князь Любарт затвердив права Луцьких єпископів та збудував у Луцьку Луцький замок та кафедральний собор на честь апостола Йоана Богослова (Церква Івана Богослова). У період панування Польщі собор було зруйновано римо-католиками. Нині на території замку в Луцьку зберігся митрополичий будинок і фундамент собору.
У 1596 році два православних єпископи Кирило Терлецький, єпископ Луцький, та Іпатій Потій, єпископ Володимир-Волинський, залишили Православну церкву і перейшли у юрисдикцію Римо-католицької церкви через Брестську унію. Після цього ситуація для православних на Волині стала вкрай важкою. У 1625 році Володимир-Волинська єпархія увійшла до складу Луцької і об'єднана єпархія стала вперше називатися Волинською.

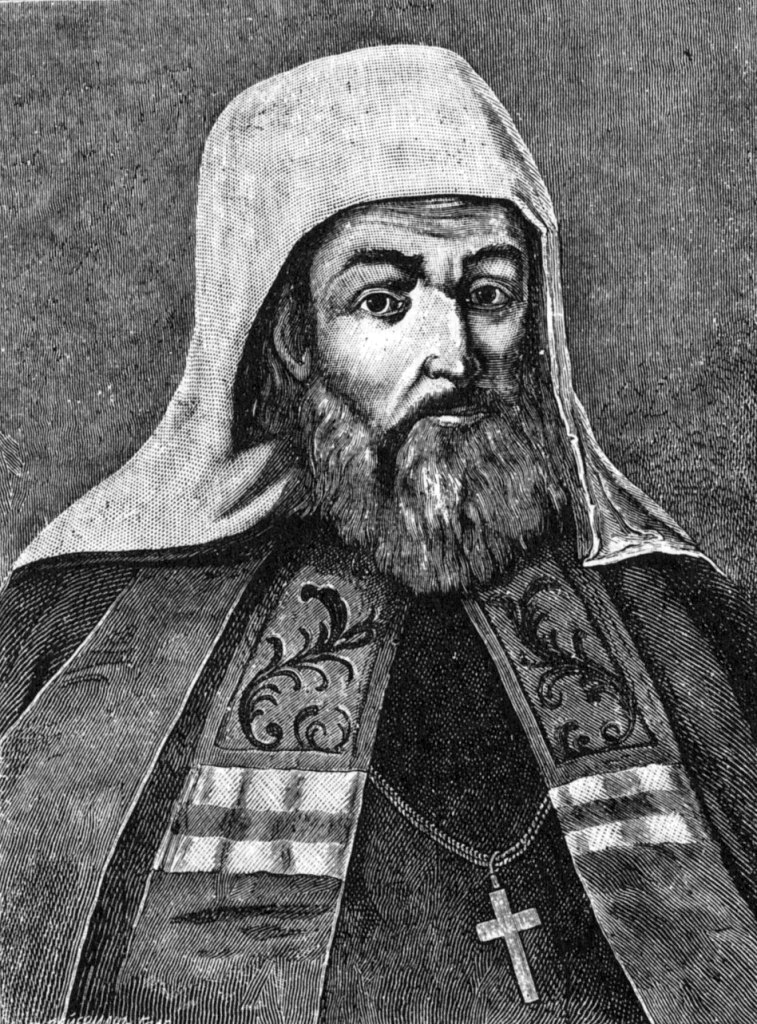
Митрополит Гедеон (Святополк-Четвертинський), портрет XVII ст.

За єпископа Афанасія (Пузини) (1623-1650) становище православної Волинської єпархії покращилося. Православна шляхта заснувала нові монастирі, школи, друкарні для видання церковно-полемічної літератури, а сам єпископ активно захищав Православ'я і вів боротьбу з уніатством. Великим захисником Православної церкви на Волині був також князь Костянтин Острозький. У 1613 році князь Григорій Четвертинський заснував у своєму маєткові в м. Четвертні Луцького повіту православний жіночий монастир. У 1617 році Галшкою Гулевичівною, князями Гулевичами-Воютинськими, Юрієм Пузиною, Богданом та Данилом Братковськими засновано Луцьке Чеснохресне православне братство. 1642 року козацьким старшиною Філоном Яловецьким засновується чоловічий монастир Стрітення Господнього в с. Михнівка Камінь-Каширського району.
Утиски та насилля з боку уніатів призвели до низки козацьких війн, які завершилися загальним повстанням під проводом Богдана Хмельницького в 1648-1654 роках. Православні волиняни брали активну участь у цій визвольній війні. У 1651 році в околицях міста Берестечка відбулася Берестейська битва, де полягли тисячі православних козаків.
Кінець 17 століття і початок 18 століття були відзначені найбільшими жорстокостями проти православних на Волині. Під час управління Волинською кафедрою єпископом Гедеоном Четвертинським Львівський єпископ Йосип Шумлянський у 1681 році стає таємним уніатом і за підтримки польського уряду загрожує єпископу Четвертинському ув'язненням і смертю, якщо той не прийме унію. В 1684 році Четвертинський залишає Волинську єпархію і в 1685 році стає митрополитом Київським. Таким чином Волинська єпархія опиняється в руках таємного уніата. Після смерті Шумлянського єпископом Волинським стає Діонісій Жабокрицький, який згодом також приймає унію.
Останнім православним Волинським єпископом був Кирило Шумлянський. Через переслідування уніатами він у 1712 році був змушений перебратися до Києва, але аж до своєї смерті у 1726 році підтримував зв'язок зі своєю православною паствою на Волині. У 1712 року ліквідовано останню із західноукраїнських єпархій — Волинську
У 1726-1795 роках у Волинській єпархії не було православних єпископів.

XX ст. Волинська єпархія налічує 760 парафій, має Володимир-Волинського Кременецького та Острозького вікарних єпископів. Православне населення в основному складається з українців. 1941 року — Собор єпископів у Почаєві вирішив вважати Волинь канонічно-залежною від духовного центру ПРЦ з поверненням Волині автономного управління (митрополит Діонісій не визнає рішення Собору, а єпископи не звертають увагу на пояснення митр. Діонісія, заявивши, що в зв'язку із занепадом Польщі, перестала існувати і Варшавська автокефалія).
Митрополит Діонісій призначає єпископа Полікарпа адміністратором Автокефальної Православної Церкви. 1964 рік — закриття та руйнування десятків храмів, припинення діяльності монастирів. Закриття Волинської духовної семінарії.
1989 рік — зареєстровано 74 православні парафії. Вперше за повоєнний час дано дозвіл на будівництво православного храму (с. Черче Камінь-Каширського р-ну).

### Відновлення руху за автокефалію

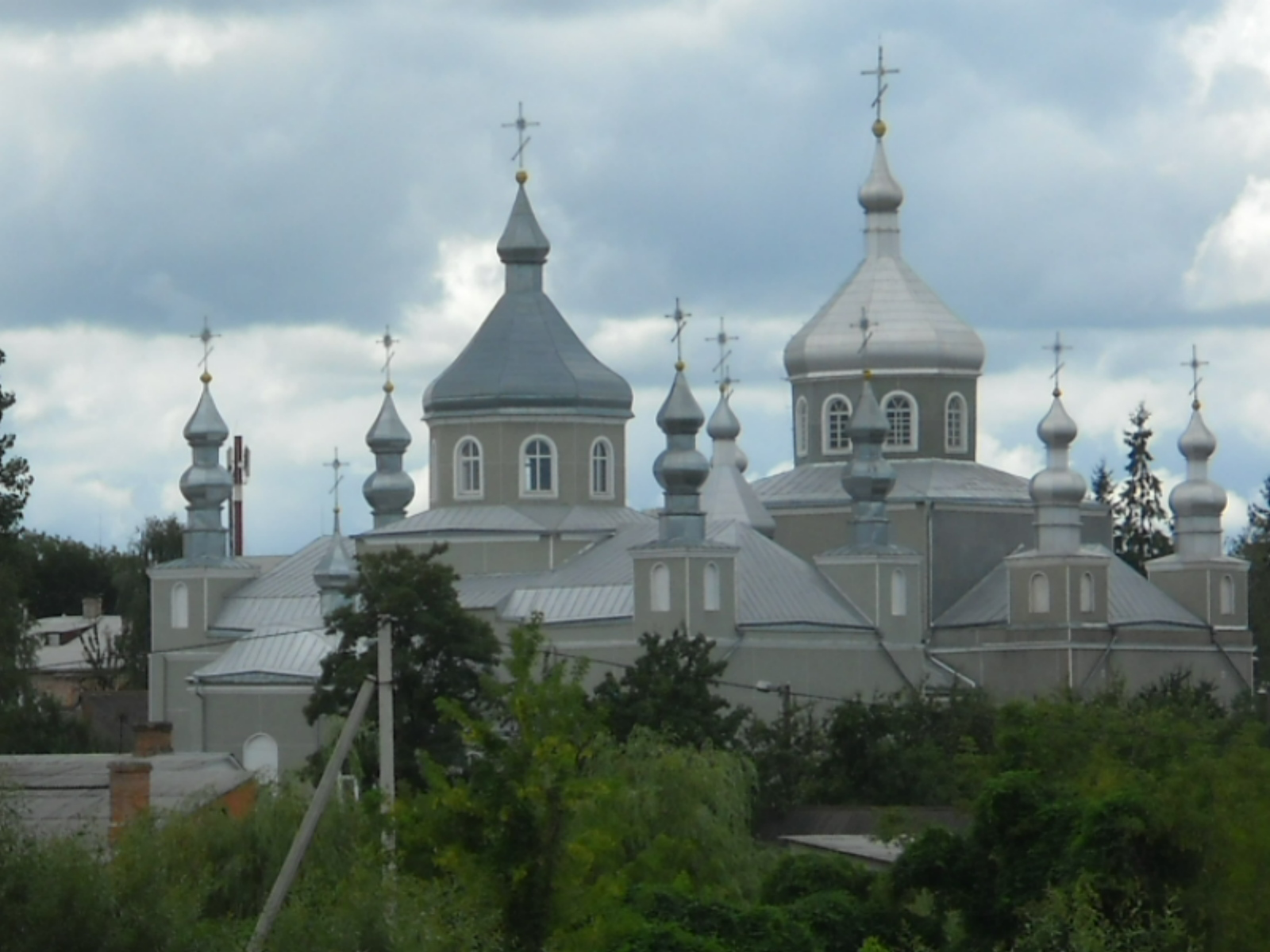
Благовіщенський собор у Ковелі

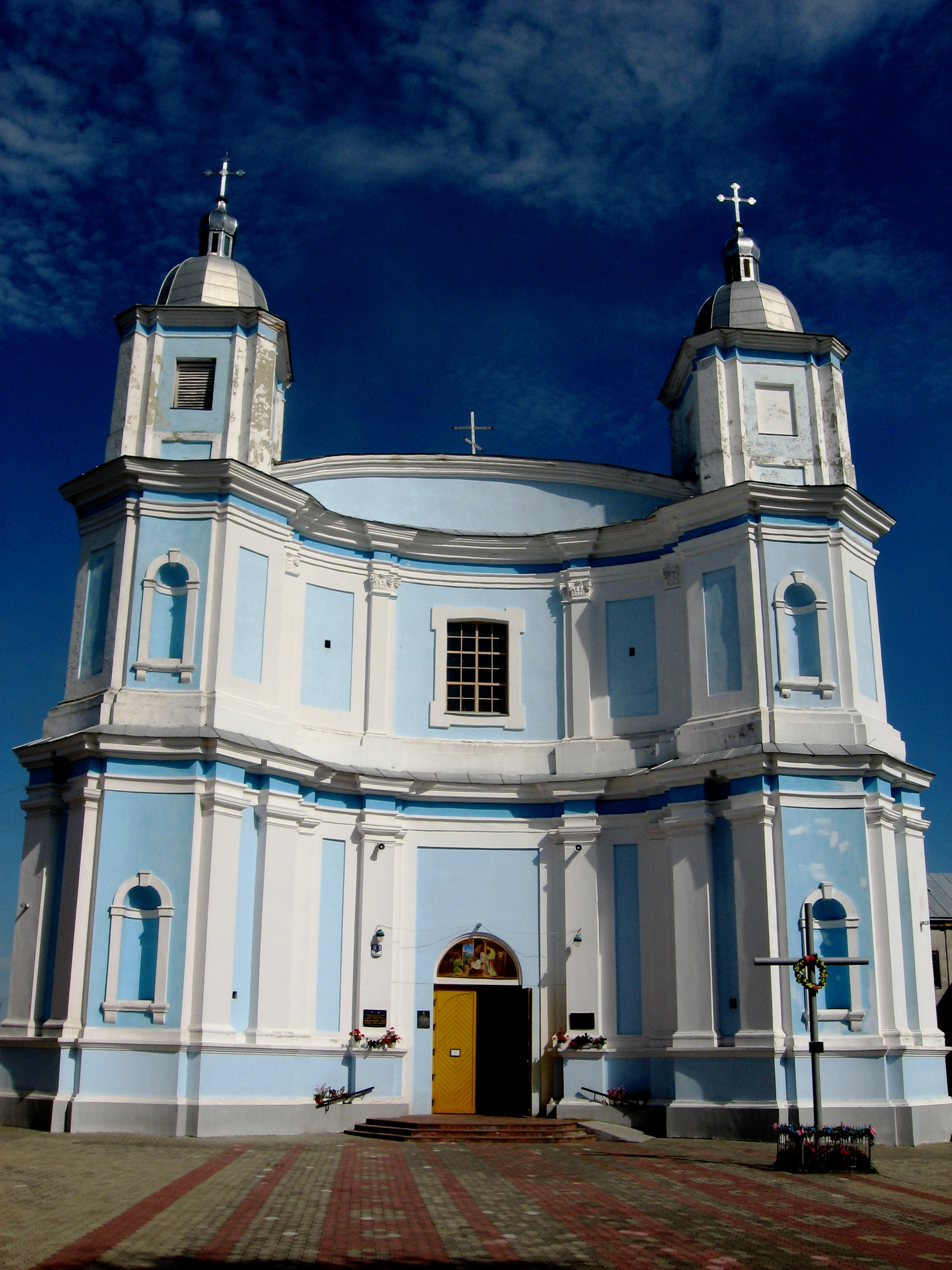
Кафедральний Собор Різдва Христового у Володимирі-Волинському

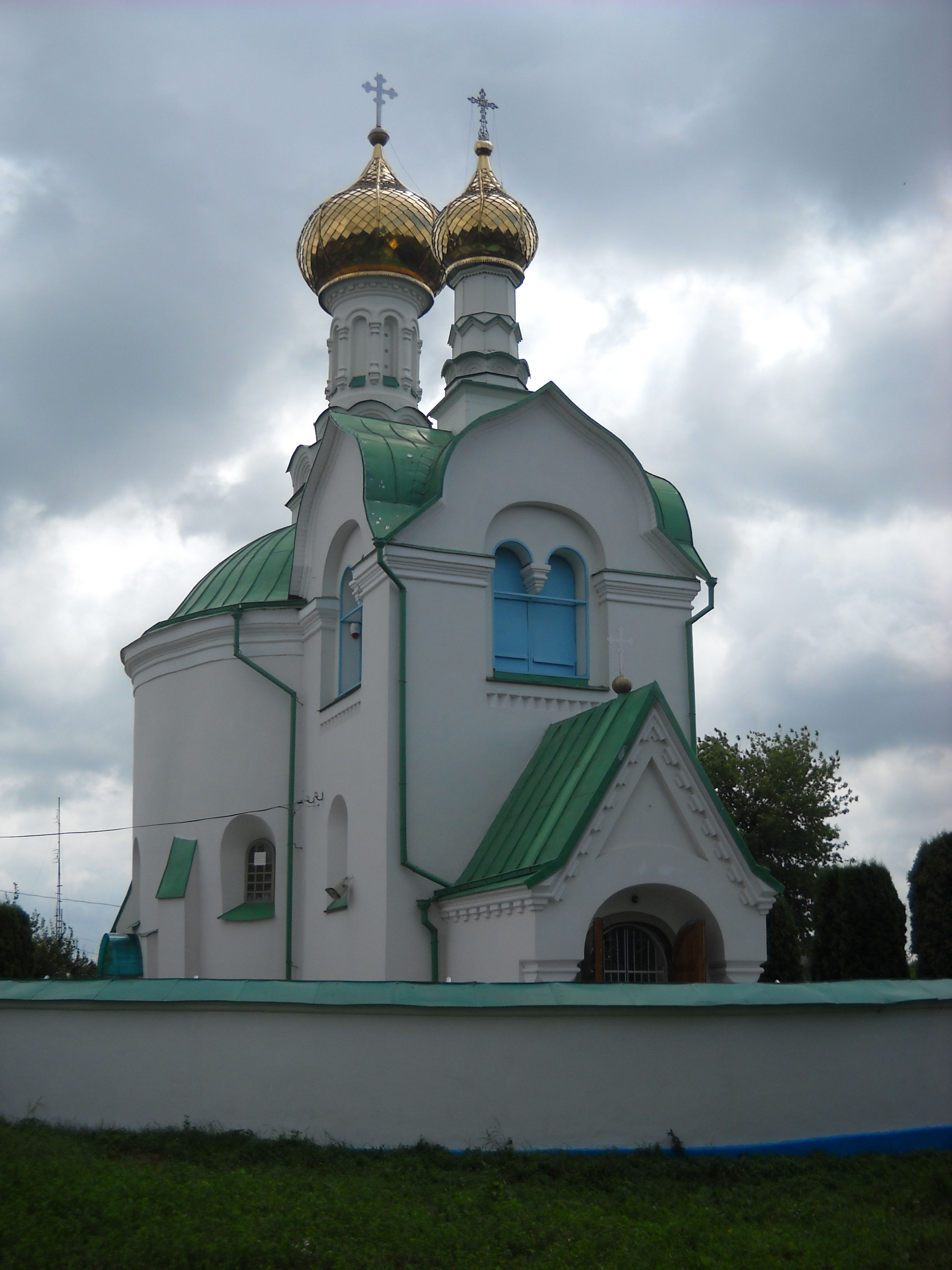
Василівська ротонда у Володимирі

19 травня 1990 року Призначення єпископа Миколая (Гроха) керуючим Рівненсько-Луцької єпархії УАПЦ.
Прийняття цього указу архієпископом Львівським і Галицько-Волинським Іоаном (Боднарчуком), який на той час був першоієрархом УАПЦ в Україні засвідчив про відновлення на Волині єпархії цієї Церкви.
Визначною подією в релігійному житті Волині стала реєстрація Радою у справах релігій при Раді Міністрів СРСР 10 травня 1990 р. в Луцьку громади УАПЦ й передача їй приміщення Хрестовоздвиженського храму. Цим юридичним актом в обласному центрі фактично зареєстровано одну з перших в Україні громад УАПЦ (спочатку її було названо так тому, що на той час структури УАПЦ ще не були визнані центральною державною владою і не реєструвалися).
28 грудня 1990 р. зареєстровано другу громаду УАПЦ на Волині — Христорождественську в м. Володимирі.
Луцька і Володимир-Волинська єпархія УАПЦ поступово відроджувалася і знаходила підтримку в певних колах населення та органів влади області. Свідченням того є поява і реєстрація нових релігійних громад і відновлення діяльності луцького Братства Святого апостола Андрія Первозваного.
9–10 листопада 1990 р. Волинь відвідав Святійший Патріарх Мстислав.
Кафедральним собором на той час слугував Хрестовоздвиженський храм м. Луцька, офіційним друкованим органом єпархії був часопис «Православ'я», перший примірник, якого з'явився в квітні 1990 р.
1 квітня 1991 р. вийшов друком перший примірник періодичного видання «На варті», заснованого Луцьким братством.
Станом на 1 січня 1992 р. було зареєстровано в області 14 громад УАПЦ.
25 липня 1992 р. в Луцьку відбулося віче, що прийняло ухвалу про реєстрацію статуту релігійної громади Свято-Троїцького собору УПЦ КП в обласному центрі та передачу їй комплексу будівель, якими користувалися єпархіальне управління, духовне училище та однойменна громада УПЦ.

### Після отримання автокефалії
29 липня 2019 року стало відомо, що розпорядженням ОДА церкву в с. Нуйно передано в постійне користування громаді Православної церкви України.

## Керівники єпархії
- 20 травня 1990 - 25 червня 1992 єпископ Миколай (Грох)
- 25 липня 1992 - 12 січня 1993 архієпископ Спиридон (Бабський).
- 12 січня 1993 - 11 листопада 1993 єпископ Серафим (Верзун).
- 11 листопада 1993 — 9 листопада 1994 митрополит Іоан (Боднарчук)
- 12 січня 1995 - 16 березня 2004 митрополит Яків (Панчук).
- з 18 травня 2004 митрополит Михаїл (Зінкевич).

## Святині
Давня Русь-Україна мала чотири найбільші святині — чудотворні образи Богородиці з Дитятком: Вишгородська (Володимирівська), що нині перебуває у Москві й шанується як головна реліквія Росії; Белзька (Ченстоховська), що тепер найшанованіша у Польщі; Успіння Богородиці з Успенського собору Києво - Печерської лаври (знищена під час зруйнування храму більшовиками 1941 року) і Холмська — єдина з перелічених, що нині осяває нашу благословенну землю.
Нині Холмська ікона Божої Матері, є однією з головних святинь Волинської єпархії.